# Surheide (Bremerhaven)
Surheide, Bremerhaven-Surheide — dzielnica miasta Bremerhaven w Niemczech, w okręgu administracyjnym Süd, w kraju związkowym Brema. 